# Restoration Movement
Das Restoration Movement war eine amerikanische christliche Erweckungsbewegung des 19. Jahrhunderts. Es entwickelte sich aus zwei Zweigen, der eine unter Leitung von Barton Stone, der andere unter Führung der irischen Presbyterianer Thomas und Alexander Campbell. Es wird deshalb auch Stone-Campbell-Bewegung genannt.
Ziel des Restoration Movements war es, das Christentum wieder auf seine neutestamentlichen Grundlagen zurückzuführen, nicht nur bezüglich Theologie, sondern insbesondere auch bezüglich Einzelheiten des täglichen Lebens und der Gemeindepraxis. Auch die Glaubensbekenntnisse und andere Traditionen, die auch von den Denominationen der Reformation vertreten werden, lehnt das Restoration Movement ab. Wesentliche Punkte sind die Gläubigentaufe durch Untertauchen und die kongregationalistische Gemeindeorganisation.
Aus dem Restoration Movement entstanden die Disciples of Christ, von denen sich im Lauf der Zeit die verschiedenen Richtungen der Gemeinden Christi und die Internationalen Gemeinden Christi als konservativere Gruppen abspalteten. 
Heute gibt es unter den Kirchen aus dem Restoration Movement fundamentalistische, evangelikale und ökumenisch orientierte Mainline-Kirchen. Aufgrund der kongregationalistischen Struktur kann es innerhalb einer Kirche Gemeinden verschiedener Richtungen geben.